# Андрей Тихонов
Андрей Тихонов е бивш руски футболист, ляво крило. Дългогодишен футболист на Спартак Москва, един от най-обичаните играчи от феновете на червено-белите. Футболист на годината в Русия за 1996 г. Най-добър футболист в историята на Руската Премиер лига в периода 1992-2012

## Кариера
Започва кариерата си в Титан Москва. През 1992 подписва със Спартак Москва. Андрей е основна фигура в тактиката на треньора Олег Романцев. За разлика от повечето звезди на отбора, Тихонов не е продаден в чужбина. Той остава до 2000 година в отбора. През 1996 става футболист на годината в Русия. От 1996 до 1999 попада под номер 1 в Списък „33 най-добри“. През 2000 Романцев го изгонва от отбора поради слаба форма. Халфът отива в Криля Советов (Самара). Даден е под наем в Макаби Тел Авив за половин година, след което става основен играч на Криля. По време на престоя му при самарци се появява интерес от българския Левски София.
Тихонов изиграва близо 100 мача с екипа на Криля Советов, в които вкарва 19 гола. През 2005 е закупен от ФК Химки. Година по-късно тимът му се класира за Премиер Лигата. Андрей е съотборник с още 1 бивш спартаковец-Владимир Бесчастних. В края на 2006 Тихонов получава специална награда за най-добър играч на Спартак Москва в последното десетилетие.
През ноември 2007 се завръща в Криля Советов. Става играещ треньор. Изиграва 28 мача в шампионата. След изтичане на контракта му, Тихонов става футболист на Локомотив Астана. Там играе друг негов бивш съотборник от Спартак-Егор Титов. Тихонов прави страхотен сезон в казакстанското първенство, като вкарва 12 гола. От началото на 2010 отново играе в Химки, като е и капитан на отбора. В началото на 2011 става помощник-треньор в Спартак Москва. Също така е и картотекиран в разширения състав на червено-белите. Ветеранът прави повторния си дебют срещу ФК Краснодар в купата на Русия, като се появява с капитанската лента. Последният си мач изиграва на 18 септември 2011 срещу Криля Советов, като записва асистенция. През 2012 става треньор на Спарта Щелково, а по-късно е картотекиран и като футболист. След като отборът прекратява дейността си, Тихонов е помощник-треньор на Валери Карпин в Спартак.

## Успехи

### Клубни
- Шампион на Русия – 1992, 1993, 1994, 1996, 1997, 1998, 1999, 2000
- Купа на Русия – 1993/94, 1997/98
- Купа на общността – 1993, 1994, 1995, 1999, 2000
- Руска Първа Дивизия – 2006

### Индивидуални
- Футболист на годината в Русия – 1996
- В списък 33 най-добри-номер 1-1996, 1997, 1998, 1999, номер 2 – 1995, номер 3 – 2001
- Най-добър ветеран в РФПЛ – 2007, 2008